# Moonflowers
Moonflowers (englisch für Mondblumen) ist das achte Studioalbum der finnischen Death-Doom-Band Swallow the Sun.

## Geschichte

### Personelles
Der Keyboarder Jaani Peuhu verlässt auf unbestimmte Zeit die Band. Grund dafür ist die Veröffentlichung des Debütalbums der Band Mercury Circle, dessen Termin sich mit dem Swallow the Suns überschneidet. Auf Moonflowers ist Peuhu aber dennoch zu hören. Des Weiteren ist der Stam1na-Sänger Antti Hyyrynen im Hintergrund des Songs Woven Into Sorrow zu hören und die Oceans-of-Slumber-Sängerin Cammie Gilbert hat in All Hallow’s Grieve einen Gastauftritt.

### Entstehungsgeschichte

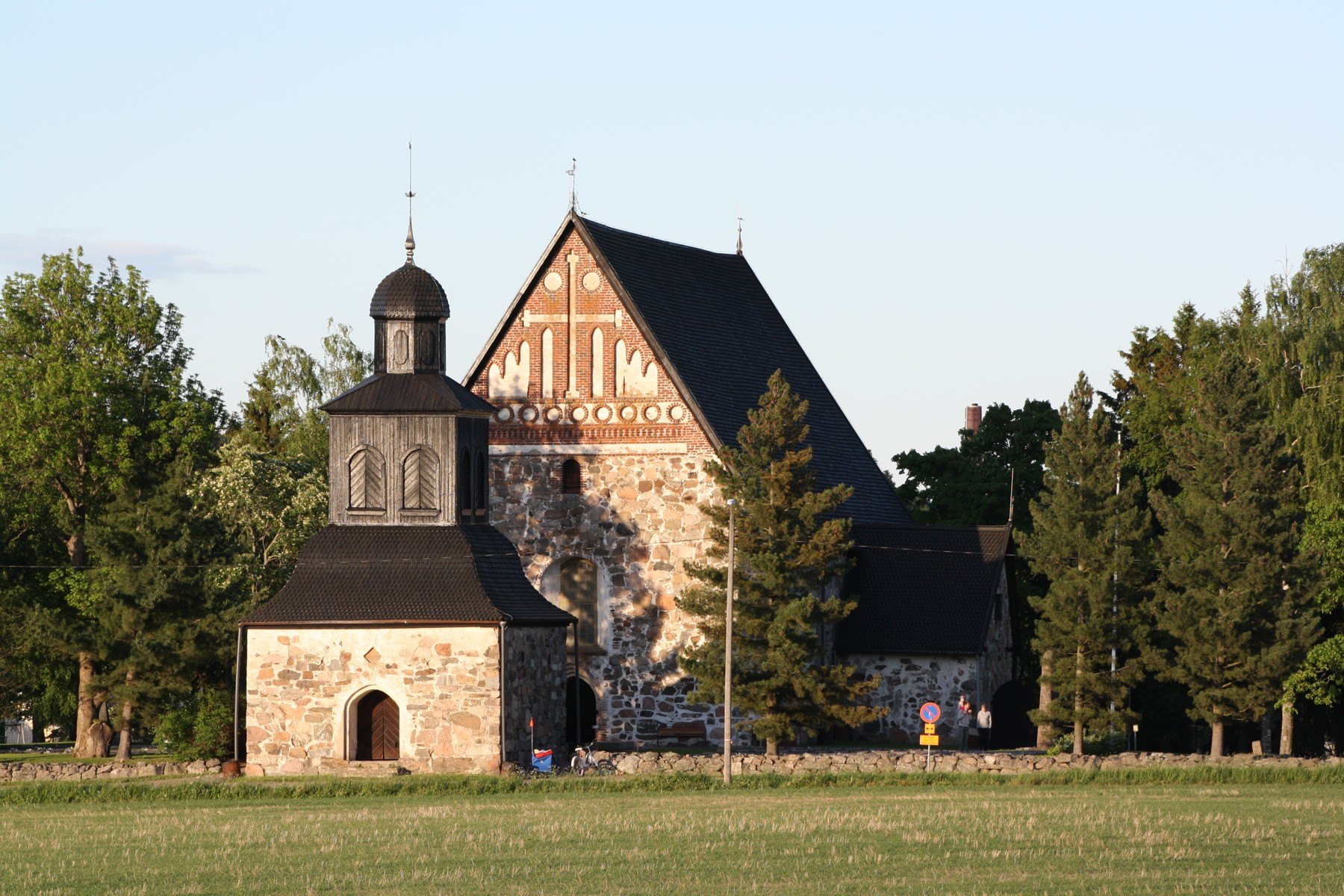
Die Sipoo Kirche in Finnland; Aufnahmeort der Akustikversion des Albums

Bereits Mitte des Jahres 2020 begann Raivio, welcher das Album erneut größtenteils allein komponierte, bereits mit dem Songwriting. Im Herbst desselben Jahres stellte er das Album fertig, bekam jedoch dann die Idee, eine klassische Akustikversion des Albums für Geige, Bratsche, Cello und Klavier zu komponieren. Als Raivio auch diese fertiggestellt hatte, begab sich die Band auf die Suche nach einem Orchester beziehungsweise einer Combo, um auch die Akustikversion aufzunehmen. Ein Orchester fand sich kurz darauf mit dem finnischen „TRIO NOX“, bestehend aus Aino Rautakorpi (Violine), Helena Dumell (Bratsche) und Annika Furstenborg (Cello), die die Akustikversion gegen Ende des Jahres 2020 in der finnischen Sipoo-Kirche einspielten. Die dadurch entstandenen Zusatzsongs wurden als Bonusmaterial für das Album verwendet, von dem, beginnend am 5. August 2021 mit dem Song  Moonflowers Bloom In Misery, wöchentlich ein neuer Song veröffentlicht wurde. Zu jedem Song des Akustik Albums hat die Film- und Produktionsfirma Dronicon Films außerdem ein animiertes Musikvideo aufgenommen, das zeitgleich mit dem dazugehörigen Song auf YouTube veröffentlicht wird.
Raivio, der das Album erneut größtenteils allein komponierte, sagt zu dem Album außerdem Folgendes:

“I know well that I should not say this, but I deeply hate this album. I hate where it takes me, how it makes me feel and what it stands for me personally. I wish it wouldn’t. But for all its honesty I got no option than also love it. That is all that matters to me with the music anyway and it doesn’t matter how it makes me feel, as long as it does. For me this album is like a mirror of a deep self-disappointment. Even I still want to believe that there is and could be more than this in me. But I don’t need or want to talk more about it. After all music means so different things to each one of us by how we have walked our own paths, and that is a beautiful thing about music. There is no right or wrong.”

„Ich weiß sehr gut, dass ich das nicht sagen sollte, aber ich hasse dieses Album abgrundtief. Ich hasse, wo es mich hinführt, was es mich fühlen lässt und wofür es für mich persönlich steht. Ich wünschte, es wäre anders. Aber für all seine Ehrlichkeit kann ich nicht anders, als es auch zu lieben. Das ist sowieso bei Musik für mich das Einzige, was zählt und es ist egal, was sie mich fühlen lässt, solange sie mich irgendetwas fühlen lässt. Für mich ist das Album wie ein Spiegel tiefer Selbstenttäuschung. Auch wenn ich immer noch glauben möchte, dass in mir mehr ist und mehr stecken könnte als das. Schließlich bedeutet Musik für jeden von uns so viel Verschiedenes, abhängig davon, wie wir unseren Weg gegangen sind, und das ist das Schöne an der Musik. Es gibt kein Richtig oder Falsch.“

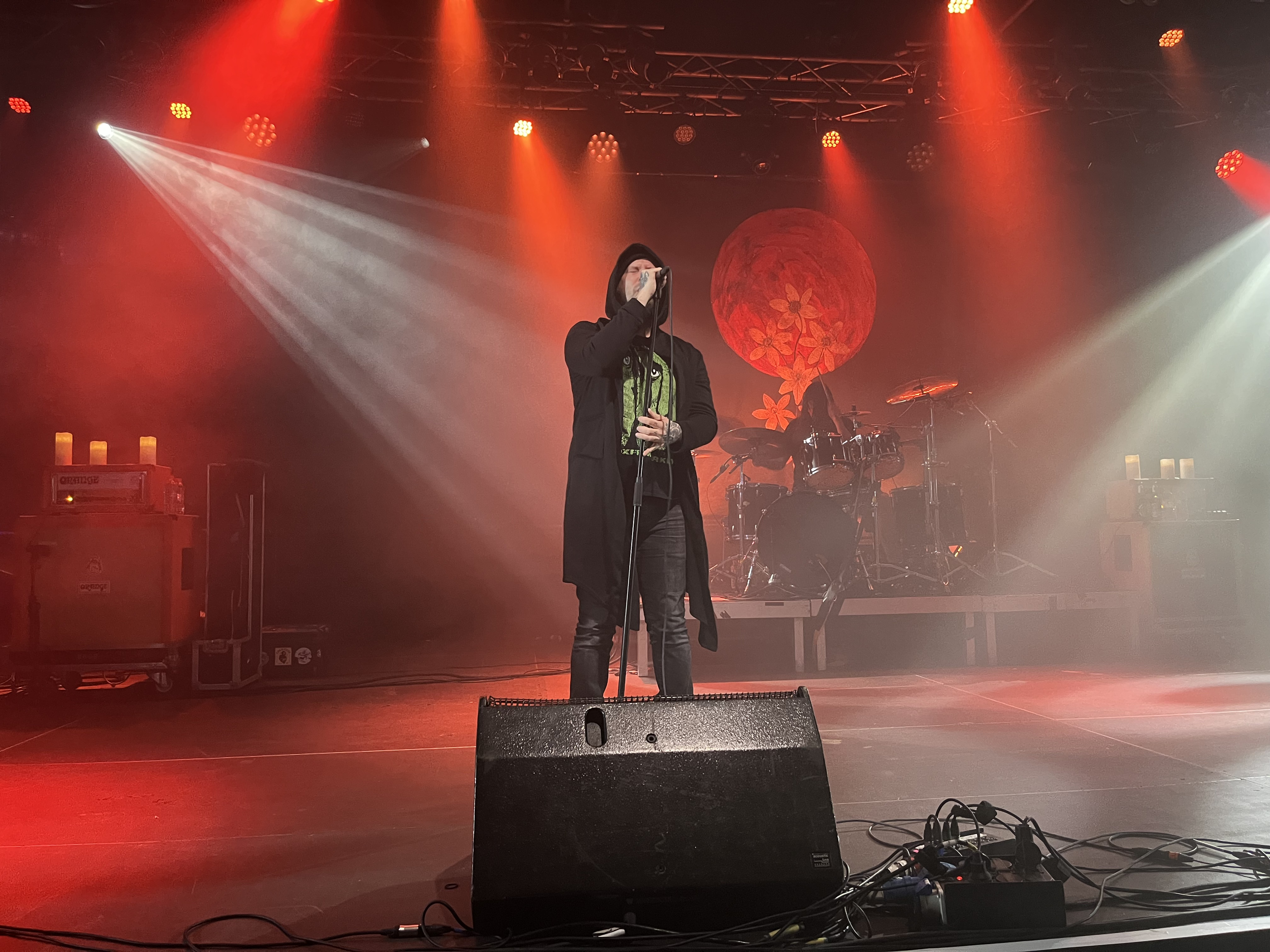
Mikko Kotamäki, Live 2023

Am 24. September erschien dann die erste offizielle Singleauskopplung Woven Into Sorrow, zu welcher ebenfalls ein, von Dronicon Films animiertes, Musikvideo veröffentlicht wurde. Mit Enemy erschien am 20. Oktober die zweite Single; ebenfalls mit animiertem Musikvideo. Veröffentlicht wurde das Album schließlich am 19. November über Century Media Records.

### Tour

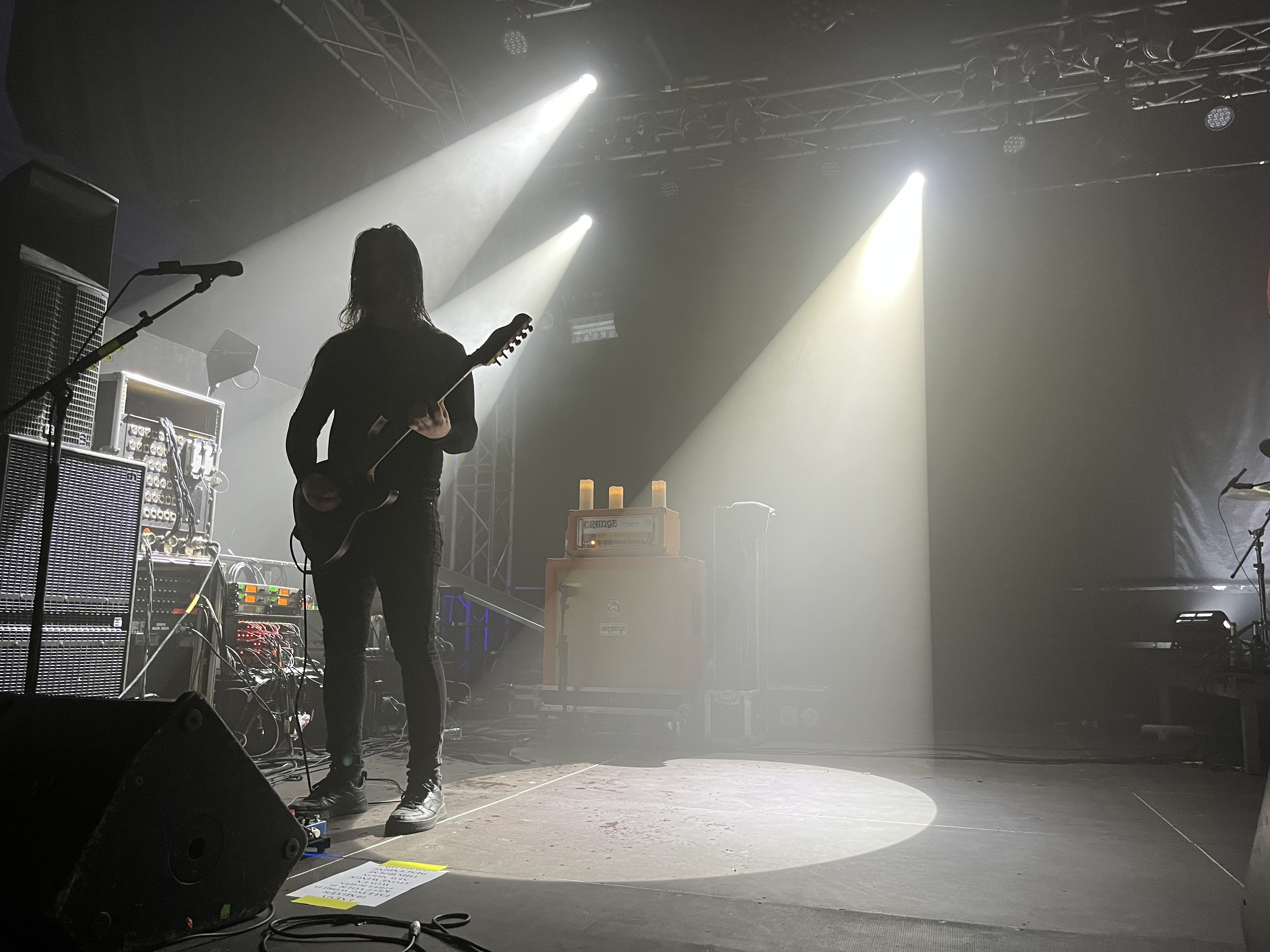
Juho Räihä, Live 2023

Ende September kündigte die Band dann die, in den USA beginnende, Moonflowers-Tour an, die einen Tag nach dem Release in Mesa, Arizona, begann. Die Tour wurde von der US-amerikanischen Death-Metal-Band Abigail Williams und der Band Wilderun begleitet und dauert vom 20. November 2021 bis zum 19. Dezember desselben Jahres. Darauf sollte sowohl eine Finnland-, als auch eine europaweite Tournee, die am 24. Januar 2022 in München beginnen, und von der Doom-Metal-Band Avatarium begleitet werden sollte, folgen, welche aber auf Grund der Covid-19-Pandemie auf das Jahr 2023 verlegt wurde. 2023 tourten Swallow the Sun dann als erstes durch Lateinamerika und holten dann die verschobene Europatournee mit verändertem Line-Up nach. Die erste Hälfte der Tour wurde mit den Bands Draconian und Shores of Null absolviert, während in der zweiten Tourhälfte Draconian durch Avatarium ersetzt wird.

## Werk

### Albumcover und Herkunft des Namens
Das Albumcover wurde erstmals von Raivio selbst entworfen. Es zeigt einen roten Mond auf schwarzem Grund, auf dem eine Mondblume platziert wurde. Diese habe Raivio bereits im Frühjahr des Jahres 2016 gesammelt und gepresst. Gewählt hat Raivio die Mondblume deshalb, weil er während des Songwritings viel an und über Mondblumen nachgedacht haben soll. Da ihn die Mondblume in „hoffnungszerstörenden Nächten“ und „nicht enden wollenden Gefängnissen“ begleitet habe, fühle es sich richtig an, das Album nach ihr zu benennen. Um das Album außerdem so „brutal“ und „ehrlich“ zu gestalten, malte er den Mond aus seinem eigenen Blut, wodurch seine Unzufriedenheit und seine Unsicherheit über das Album deutlich gemacht werden soll.

### Musikalische Einordnung und Rezensionen
Moonflowers sei laut Björn Springorum vom Metal-Hammer-Magazin das bisher abwechslungsreichste Album der Band. Es beinhalte sowohl Gothic Metal und Death Doom im Stil von My Dying Bride, Anathema und Paradise Lost, als auch Black-Metal-Passagen, beziehungsweise Songs. Swallow the Sun habe „Im Vergleich zu den Vorgängern deutlich in Richtung abgründige Härte und jenseitige Melodik geschraubt“ und mit Moonflowers somit eines ihrer besten Alben veröffentlicht. Auch das Metal-Heads-Magazin bezeichnete Moonflowers als ein Album, mit dem sich Swallow the Sun selbst übertroffen habe.

## Titelliste
| Nr. | Titel                        | Länge |
| --- | ---------------------------- | ----- |
| 1.  | Moonflowers Bloom in Misery  | 06:19 |
| 2.  | Enemy                        | 05:39 |
| 3.  | Woven into Sorrow            | 07:46 |
| 4.  | Keep Your Heart Safe from Me | 07:47 |
| 5.  | All Hallows’ Grieve          | 05:38 |
| 6.  | The Void                     | 05:39 |
| 7.  | The Fight of Your Life       | 07:13 |
| 8.  | This House Has No Home       | 06:39 |